# Spilosoma erythrozonata
Spilosoma erythrozonata là một loài bướm đêm thuộc phân họ Arctiinae, họ Erebidae.